# دار بن الشيخ (تمسية)
دار بن الشيخ هو دُوَّار يقع بجماعة التمسية، عمالة إنزكان آيت ملول، جهة سوس ماسة في المملكة المغربية. ينتمي الدوّار لمشيخة تمسية التي تضم 8 دواوير. يقدر عدد سكانه بـ 1846 نسمة حسب الإحصاء الرسمي للسكان والسكنى لسنة 2004.

## روابط خارجية
- البوابة الوطنية للجماعات الترابية نسخة محفوظة 12 مارس 2018 على موقع واي باك مشين.
- المندوبية السامية للتخطيط